# Tripora (plante)
Genre
Espèce
Classification APG III (2009)
Tripora est un genre de plantes à fleurs de la famille des Lamiacées. Il ne compte actuellement qu'une seule espèce, Tripora divaricata, originaire du Japon.

## Position taxinomique
Le genre Tripora appartient à la famille des Lamiacées, sous-famille Ajugoideae.
Le genre a été créé en 1999 par Philip Douglas Cantino et son équipe à la suite d'études phylogénétiques du genre Caryopteris. Cela l'a conduit à créer six nouveaux genres dont le genre Tripora. L'espèce Caryopteris divaricata Maxim. présente une divergence importante rendant le genre Caryopteris non monophylétique.
L'espèce Tripora divaricata (Maxim.) P.D.Cantino compte des synonymes :
- Caryopteris divaricata Maxim. (1877)
- Caryopteris chosenensis Moldenke (1982)
- Clerodendrum divaricatum Siebold & Zucc. (1846), homonyme de Clerodendrum divaricatum Jack

## Description
Ce sont des plantes vivaces, herbacées, pouvant atteindre un mètre de haut.
Les feuilles sont simples et opposées, à marge dentée.
Les fleurs, apparaissant en été, bleues, nectarifères, sont réunies en thyrses.
Une seule espèce est actuellement classée dans le genre :
- Tripora divaricata (Maxim.) P.D.Cantino

## Distribution
Tripora divaricata est originaire du Japon, mais son utilisation ornementale l'a répandue dans l'ensemble des pays à climat tempéré.

## Utilisation
Le seul usage de Tripora divaricata est ornemental. Deux cultivars sont répertoriés :
- Tripora divaricata 'Blue Butterflies' - variété à fleur bleu profond (commercialisée sous le nom de Caryopteris divaricata 'Blue Butterflies')
- Tripora divaricata 'Snow fairy' - variété à feuillage panaché.

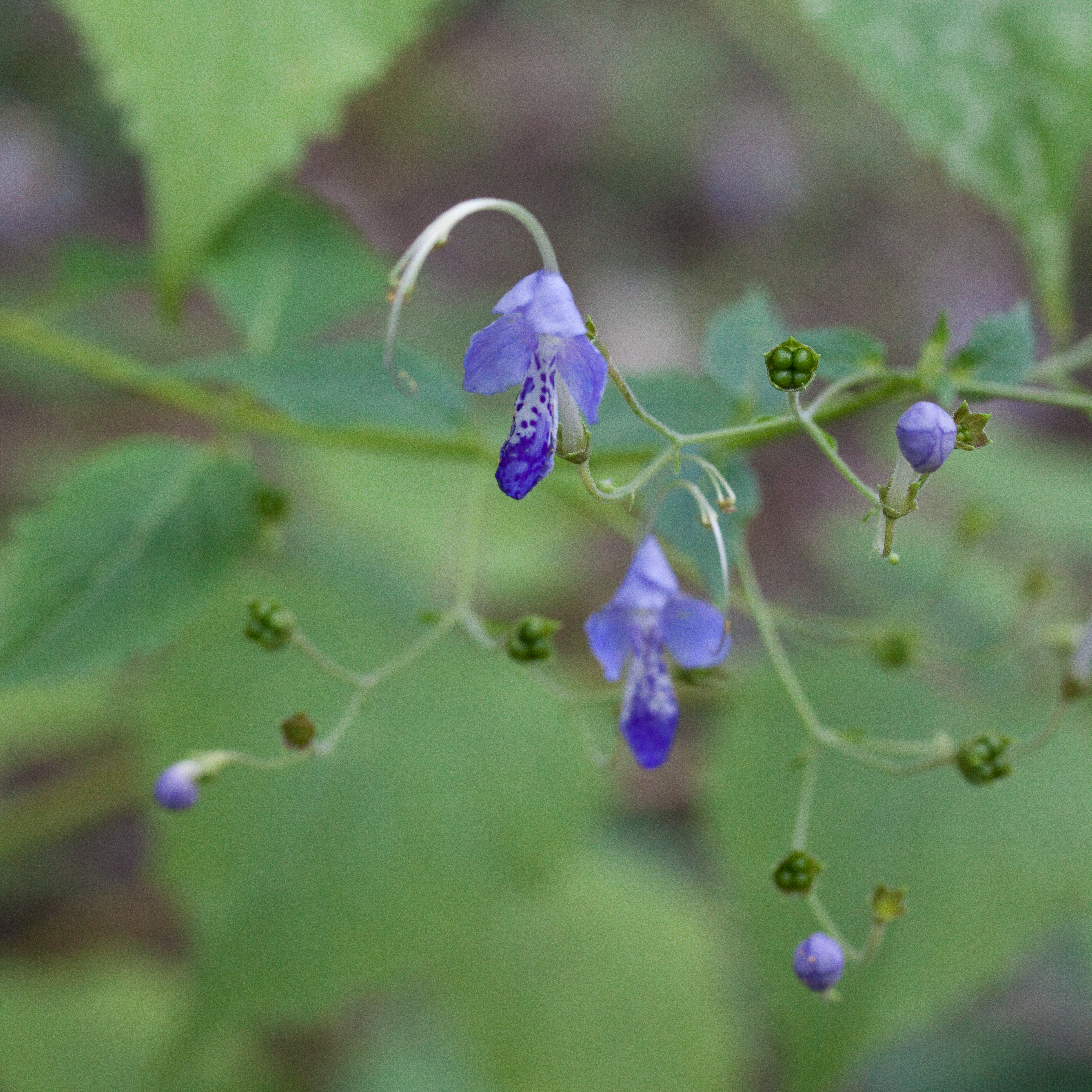
Fleurs
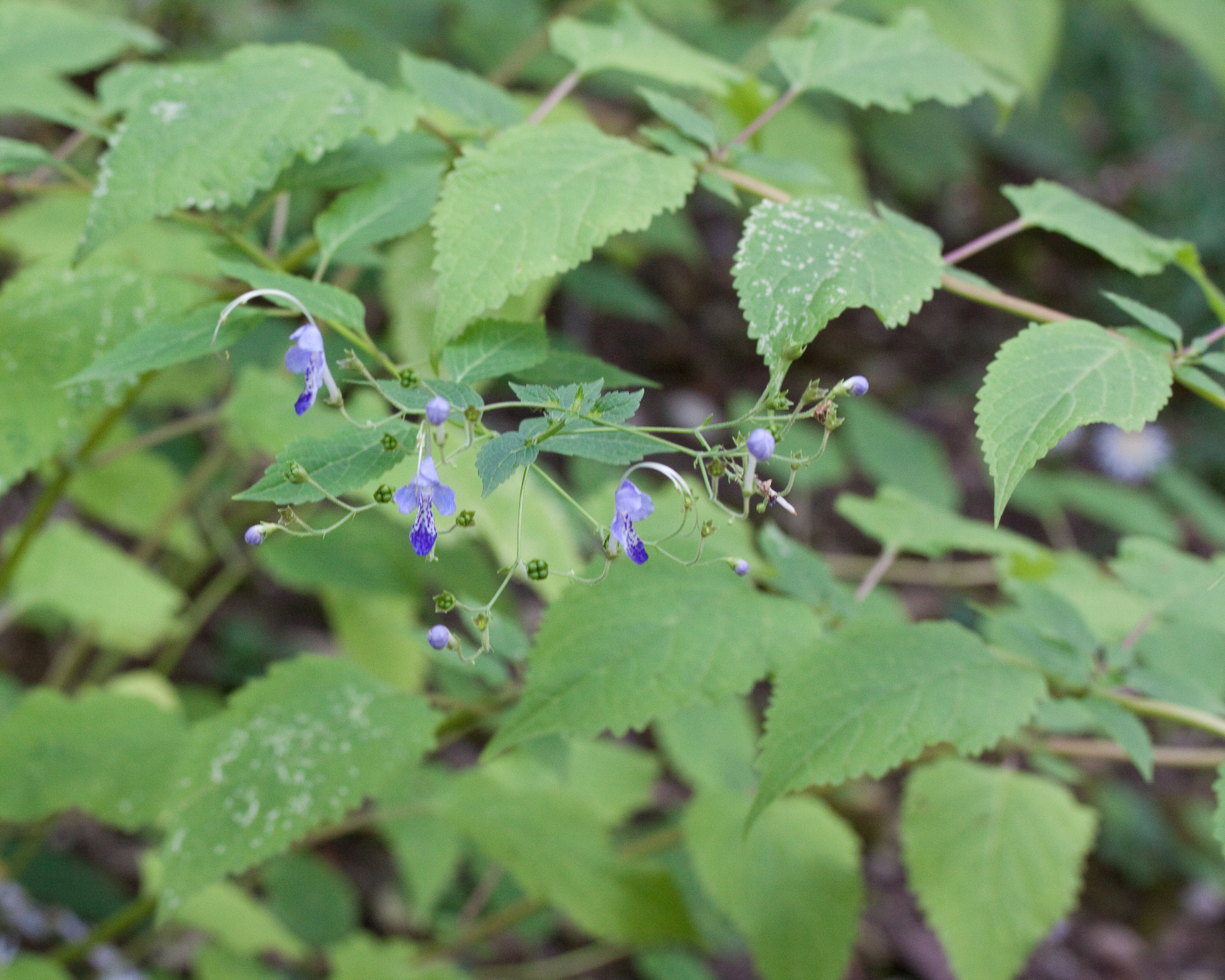
Fleurs